# Jeremiasz Barański
Jeremiasz Barański, ps. „Baranina”, „Leszek” (ur. 23 listopada 1945 w Sopocie, zm. 7 maja 2003 w Wiedniu) – polski przedsiębiorca i przestępca, przemytnik i lider grupy przestępczej porywającej dla okupu. Konsul honorowy Liberii w Bratysławie.

## Życiorys
Pochodził z Sopotu, natomiast od 1971 mieszkał w Poznaniu. Podjął studia ekonomiczne, które przerwał po dwóch latach. Trudnił się nielegalnym obrotem walutami, również w Budapeszcie. W latach 70. oskarżony został m.in. o kradzież 500 złotych monet i dwóch złotych zegarków. W tym okresie został współpracownikiem Milicji Obywatelskiej, a następnie Służby Bezpieczeństwa. Wysokie dochody uzyskał z przemytu.
W 1978 przeprowadził się do Austrii. Do 1984 pracował jako przedstawiciel Kodaka, później założył kilka firm budowlanych i transportowych (m.in. Wilms Transport International w Warszawie i Cargo-Express w Belgii). Posiadał również udziały w założonym przez byłych pracowników Urzędu Ochrony Państwa Euro Baleksie. W Wiedniu nabył warsztat samochodowy, dwie restauracje, kawiarnię i klub bilardowy. W 1998 przy pomocy funkcjonariuszy austriackich służb uzyskał austriackie obywatelstwo.
W latach 90. w Warszawie z inicjatywy Barańskiego powstała kilkuosobowa grupa przestępcza, specjalizująca się w porwaniach dla okupu. Liderem bojówki został Andrzej Grzymski, ps. „Junior”, a kierował nią z Wiednia Barański. Przestępcy wybierali przedsiębiorców prowadzących działalność nielegalną bądź na granicy prawa – gwarantowało im to, że szantażowani nie zgłoszą przestępstwa organom ścigania.
W pierwszej połowie lat 90. uczestniczył w dużym przemycie papierosów, zostając zatrzymanym z tego powodu w Niemczech. Podjął wówczas współpracę z Federalną Policją Kryminalną Niemiec (BKA), dzięki czemu otrzymał wyrok dwóch lat pozbawienia wolności z warunkowym zawieszeniem kary. BKA zerwał kontakt z Barańskim w 1997, kiedy ustalono, że wykorzystuje on go do eliminowania przestępczej konkurencji. Współpracował później ze służbą austriacką (EDOK), polskim wywiadem wojskowym WSI oraz FBI.
Barański pozostawał postacią bliżej nieznaną do momentu zabójstwa byłego ministra sportu Jacka Dębskiego w kwietniu 2001. Morderstwo to ściągnęło na niego powszechne zainteresowanie, bowiem został oskarżony o jego zlecenie i następnie aresztowany pod tym zarzutem. Jego proces toczył się przed austriackim sądem. Barański nie przyznał się do winy, sugerując jakoby zabójstwo Dębskiego miało tło polityczne.
8 kwietnia 2003 w jego celi znaleziono telefon komórkowy, z którego prowadził rozmowy ze świadkami zeznającymi w procesie Haliny Galińskiej, ps. „Inka”, oskarżonej o pomoc w zabójstwie Dębskiego. Następnego dnia Barański trafił do wiedeńskiego szpitala po wypiciu płynu do mycia naczyń. Najprawdopodobniej chciał w ten sposób odroczyć termin własnej rozprawy. 7 maja tego samego roku ok. godz. 5 nad ranem w jednoosobowej celi znaleziono ciało Barańskiego – powiesił się na pasku, przymocowanym do zasuwy okiennej. Na kilka dni przed śmiercią wniósł oskarżenie przeciwko austriackim policjantom, którym zarzucił m.in. łapownictwo. Śledztwo przeprowadzone w sprawie jego zgonu wykluczyło udział osób trzecich w tym zdarzeniu.
Już po śmierci jego nazwisko pojawiło się w gronie domniemanych zleceniodawców zabójstwa byłego komendanta głównego Policji nadinsp. Marka Papały. Na poparcie tej hipotezy nie znaleziono jednak dowodów, Barańskiego obciążały poszlaki w postaci często niespójnych zeznań kilku świadków, przede wszystkim przestępców. Nie wykazano również motywu, dla którego Barański miałby stać za zleceniem morderstwa Papały.